# Ирене Моралес
Ирене Моралес (шп. Irene Morales; Сантијаго де Чиле, 1. април 1865 — Сантијаго де Чиле, 25. август 1890)  била је чилеански војник Пацифичког рата. Рођена је у Сантијаго де Чилеу. Живела је у сиромаштву радећи као кројачица у раном детињству. За време пацифичког рата, имала је тринаест година, била је сироче и два пута удовица. Њеног другог мужа је убила боливијска војска јер је убио другог војника. Покушала је да се представи као мушкарац и да се упише као војник у чилеанску војску. Тај покушај јој није успео, али се запослила као војна медицинска сестра, продавала је храну и пиће и бринули се о рањеницима.
Упркос послу медицинске сестре, борила се заједно са људима из своје јединице у биткама код Писагуе крајем 1879. и Сан Франциска. Њена храброст у тим биткама и брига за рањене људе привукли су пажњу чилског врховног команданта Мануела Бакуеданоа, који ју је наградио службеним признањем и чином млађег водника. Током рата је служила у војсци и била је одважно храбра у бици код Такна 1880. Након рата вратила се цивилном животу и умрла је у самоћи, са само двадесет и пет година. Сада је сматрана једним од највећих чилеанских јунака рата, њена служба постала је широко позната тек након њене смрти.

## Детињство и младост
Моралес је рођена 1. априла 1865. године у Сантијаго де Чиле, у породици столара. Отац јој је умро кад је била мала, а она се преселила са мајком у Валпараисо. Тамо је учила да шије, све док је мајка није удала за старијег мушкарца 1877. године, када је имала једанаест година. Муж јој је умро током прве године њиховог брака, а убрзо и мајка.
Оставши без породице одлази у Антофагасту. Како би купила карту продаје готово све што је имала. Док је тамо радила, упознала је Сантијага Пизара, Чилеанца који је имао тридесет година, и удала се за њега средином 1878, са тринаест година. Убили су га 21. септембра исте године јер је убио боливијског војника. Пронашла је његово тело бачено поред железничке пруге. Једино што је имала од њега био је златни прстен који је тада узела са његове руке.

## Војна служба
Чилеанске снаге су 14. фебруара 1879. ушле у Антофагаст започевши Пацифички рат против Боливије и Перуа. Многи становници су се придружили чилеанској војци, а то је покушала и Ајрин прерушавајући се у мушкарца, са жељом да освети свог супруга. Иако овај покушај није дуго трајао, придружила им се као медицинска сестра. То је била једина позиција доступна женама у то време. Продавала је храну и пиће како би допунила основне оброке војника, боравила је са њима у кампу и ишла у рат како би одмах помогла рањенима.
Прво је послата у Камијеву јединицу, трећег пуковниковог вода, и тамо је провела већи део рата. Иако званично није била војник и није требала да учествује у борбама, то је није спречило да се бори заједно са људима из њеног пука. Била је позната као жена која је без проблема користила пушку. Борила се у перуанској бици за Писаго 2. новембра 1879. и у бици за Сан Франциско 19. новембра. Такође, неколико пута је ризиковала свој живот како би спасила заробљене перујске војнике од злостављања својих сународника.
Чувши за њена дела, главни командант чилеанске војске генерал Мануел Бакуедано позвао је Моралес да се састане са њим и службено је овластио да носи униформу кантинера (што је раније радила без одобрења) и доделио јој је чин и признање млађег водника. Касније се пребацила у четврту дивизију. У бици код Такна 26. маја 1880. године, наставила је да негује исцрпљене и повређене људе на фронту након чега је и сама задобила лакше повреде. Након битке, неко време је боловала од болести коју су јој пренели ратни заробљеници које је неговала, веровала је да ће умрети. Ипак, касније многи аутори су навели да је две недеље касније присуствовала бици на Арици. Током јануара 1881. борила се у бици код Сан Хуана и бици код Мирафлореса и била је међу Чилеанцима који су ушли у Лиму након окупације града.
Њени савременици у Чилеу дивили су се њеном херојству, а војници са којима је ишла у битке гледали су је као сестру. Неки мушкарци су сматрали да је Моралесова отишла предалеко. Бењамин Макено похвалио ју је за пожртвованост и храброст, али и за мржњу коју је осећала према онима који су јој убили супруга. Године 1881. саветовао ју је да се не излаже толиком ризику и да се врати у свој сиромашни дом где ће почети нови живот праве жене која ће се бринути за породицу. Није послушала његов савет и остала је у војсци до краја рата, борећи се у бици 10. јула 1883, последњој бици у рату. Мушкарци попут Макеноа су рекли да је тада била изложена необичном ризику за жену, јер је неколико њених колега убијено након што су их Перуанци заробили током рата.

## Каснији живот и наслеђе
По завршетку рата, Моралес се вратила у своје родно место Сантијаго. Тамо је мало ко знао за њен рад. Мушкарци са којима се борила заједно у рату заувек су је памтили. После дугогодишње болести умрла је у самоћи, у болници у Сантијагу, 25. августа 1890, када је имала двадесет и пет година. Постала је позната тек након своје смрти.
Четрдесет година након њене смрти, 25. августа 1930, пуковник Енрике Филипс написао је чланак о њој, рекавши: ,,Чилеанске Јудите су биле славне у то време, али ниједна није била храбра као Ајрина Моралесова". Годинама након њене смрти, написано је неколико песама о њој и била је представљена у многим патриотским литературама. Улица у Сантијагу названа је по њој. Током бурних седамдесетих година прошлог века, била је међу историјским чилеанским женама које су конзервативне и левичарске женске организације прихватиле као симболе. У савремено доба она је описана као један од највећих јунака Чилеа у пацифичком рату. Њени се остаци чувају у војном маузолеју у капели у Сантјагу, који одржава чилеанска војска.
Ајрин се често упоређује са Канделаријом Перез, чилеанским војником који је такође похваљен због своје храбрости.